# Parker Boudreaux
Parker Boudreaux (nacido el 9 de marzo de 1998) es un luchador profesional estadounidense. Actualmente es agente libre ya que fue despedido por la promoción estadounidense All Elite Wrestling (AEW).

## Carrera
Destacado por su parecido con Brock Lesnar, Boudreaux firmó un contrato de desarrollo con WWE en el 2021. Boudreaux hizo su debut bajo el nombre de ring Harland el 14 de diciembre de 2021 en NXT, derrotando a Guru Raaj. Trabajó en NXT durante los siguientes 4 meses, donde se unió a Joe Gacy, hasta su liberación el 29 de abril de 2022.
Después de su liberación por su bajo nivel competitivo, Boudreaux trabajó en algunos combates con Major League Wrestling. También comenzó a aparecer en los programas AEW Dark, AEW Dark: Elevation y AEW Rampage de All Elite Wrestling con Ari Daivari y Slim J como parte de un stable llamado The Trustbusters. En agosto del 2022, firmó un contrato con AEW.